# Vidja
Vidja – miejscowość (tätort) w Szwecji, w regionie administracyjnym (län) Sztokholm, w gminie Huddinge.
Według danych Szwedzkiego Urzędu Statystycznego liczba ludności wyniosła: 741 (31 grudnia 2015), 804 (31 grudnia 2018) i 838 (31 grudnia 2019).